# Caprona agama
Caprona agama, thường được biết đến với tên the Spotted Angle, là một loài bướm thuộc họ Hesperiidae. Nó được tìm thấy ở miền nam Ấn Độ tới Myanma và ở Thái Lan, Lào, Việt Nam, miền nam Trung Quốc, Java và Sulawesi.